# NXT Stand & Deliver
NXT Stand & Deliver (originalmente conhecido como NXT TakeOver: Stand & Deliver) é um evento de luta livre profissional produzido pela WWE, uma promoção de luta profissional baseada em Connecticut. Realizado exclusivamente para lutadores da divisão de marca NXT, acontece anualmente durante a semana da WrestleMania. O evento é transmitido ao vivo e disponível apenas através de pay-per-view (PPV) e dos serviços de streaming Peacock e WWE Network.
Stand & Deliver foi originalmente estabelecido em 2021 e realizado sob a série NXT TakeOver. Em setembro de 2021, o NXT foi renomeado como NXT 2.0 e a WWE descontinuou a série TakeOver; no entanto, Stand & Deliver continuou como seu próprio evento para o NXT. Enquanto o evento original foi realizado em duas noites, foi reduzido para um dia com o segundo evento, além de ser realizado no dia da primeira noite da WrestleMania. O evento inaugural também contou com lutadores da submarca do NXT, o NXT UK.

## História
NXT TakeOver foi uma série de eventos periódicos de luta livre profissional produzidos pela WWE para a marca NXT. O 34º evento TakeOver foi realizado como NXT TakeOver: Stand & Deliver e foi o único TakeOver a ser realizado em duas noites. O evento foi realizado nos dias 7 e 8 de abril de 2021, durante a semana da WrestleMania 37. Foi ao ar no tradicional pay-per-view (PPV) em todo o mundo e na WWE Network nos mercados internacionais, e foi o primeiro evento ao vivo da WWE a ir ao ar no Peacock depois que a versão americana da WWE Network foi encerrada em 4 de abril daquele ano. após a sua fusão sob a Peacock. Devido à pandemia do COVID-19, o evento foi realizado no Capitol Wrestling Center dentro do WWE Performance Center em Orlando, Flórida.
Em setembro de 2021, a marca NXT passou por uma reestruturação, sendo renomeada como "NXT 2.0", revertendo para um território de desenvolvimento para a WWE. O nome Capitol Wrestling Center também foi retirado com os eventos do NXT sendo promovidos no Performance Center. A série TakeOver também foi posteriormente descontinuada.
Em 24 de janeiro de 2022, foi confirmado que o Stand & Deliver continuaria como seu próprio evento para o NXT com um segundo evento Stand & Deliver anunciado para ser realizado durante o fim de semana da WrestleMania 38, estabelecendo assim o Stand & Deliver como o evento anual do NXT realizado durante a semana da WrestleMania. Este segundo Stand & Deliver está programado para ser realizado como um evento de um dia no American Airlines Center em Dallas, Texas, em 2 de abril de 2022, mesmo dia da Noite 1 da WrestleMania 38. horário especial de início às 12h, horário do leste. Este será o primeiro evento do NXT a ser realizado fora da Flórida desde o início da pandemia do COVID-19 em março de 2020.
Em 3 de novembro de 2022, a WWE anunciou que o terceiro Stand & Deliver seria realizado em 1º de abril de 2023, durante o dia da Noite 1 da WrestleMania 39. O evento foi transmitido ao vivo da Crypto.com Arena em Los Angeles, Califórnia. Isso, por sua vez, estabeleceu que o Stand & Deliver seria realizado anualmente durante o dia da primeira noite da WrestleMania.

## Eventos
| 1                                                   | NXT TakeOver Stand & Deliver (2021) | 7 de abril de 2021  | Orlando, Florida        | Capitol Wrestling Center no WWE Performance Center | Noite 1: Io Shirai (c) vs. Raquel González pelo Campeonato Feminino do NXT | [ 6 ]       |
| 1                                                   | NXT TakeOver Stand & Deliver (2021) | 8 de Abril de 2021  | Orlando, Florida        | Capitol Wrestling Center no WWE Performance Center | Noite 2: Adam Cole vs. Kyle O'Reilly em uma luta não sancionada            | [ 7 ]       |
| 2                                                   | NXT Stand & Deliver (2022)          | 2 de abril de 2022  | Dallas, Texas           | American Airlines Center                           | Dolph Ziggler (c) vs. Bron Breakker pelo Campeonato do NXT                 | [ 8 ] [ 4 ] |
| 3                                                   | NXT Stand & Deliver (2023)          | 1 de abril de 2023  | Los Angeles, Califórnia | Crypto.com Arena                                   | Bron Breakker (c) vs. Carmelo Hayes pelo Campeonato do NXT                 | [ 5 ]       |
| 4                                                   | NXT Stand & Deliver (2024)          | 6 de abril de 2024  | Filadélfia, Pensilvânia | Wells Fargo Center                                 | Trick Williams vs. Carmelo Hayes                                           | [ 9 ]       |
| 5                                                   | NXT Stand & Deliver (2025)          | 19 de abril de 2025 | Paradise, Nevada        | T-Mobile Arena                                     | Oba Femi (c) vs. Trick Williams vs. Je'Von Evans pelo Campeonato do NXT    | [ 10 ]      |
| 6                                                   | NXT Stand & Deliver (2026)          | Abril de 2026       | Nova Orleães, Luisiana  | TBD                                                | TBD                                                                        | [ 11 ]      |
| (c) – refere-se ao(s) campeão(es) indo para a luta. |                                     |                     |                         |                                                    |                                                                            |             |